# PWI Feud of the Year
Le PWI Feud of the Year Award, remis chaque année depuis 1986 par le magazine de catch Pro Wrestling Illustrated, reconnait la meilleure rivalité de l'année selon les votes des lecteurs.

## Palmarès
| Année | Vainqueur(s) | Second(s)                                                                                     | Troisième(s)                                                                                       | Quatrième(s) |
| ----- | --- | --------------------------------------------------------------------------------------------- | -------------------------------------------------------------------------------------------------- | --- |
| 1986  | Hulk Hogan contre Paul Orndorff | Ric Flair contre Dusty Rhodes                                                                 | The Sheepherders (Luke Williams et Butch Miller) vs. The Fantastics (Bobby Fulton et Tommy Rogers) | The Midnight Express (Dennis Condrey et Bobby Eaton) vs. The Rock 'n' Roll Express (Ricky Morton et Robert Gibson) |
| 1987  | Four Horsemen (Ric Flair, Arn Anderson, Tully Blanchard et Barry Windham) vs. The Super Powers (Dusty Rhodes et Nikita Koloff) et The Road Warriors (Hawk et Animal) | Randy Savage vs. Ricky Steamboat                                                              | Jerry Lawler vs. Tommy Rich et Austin Idol                                                         | Brian Adias vs. Kevin Von Erich                                                                                    |
| 1988  | Ric Flair vs. Lex Luger | Rick Rude vs. Jake Roberts                                                                    | Kerry Von Erich vs. Jerry Lawler                                                                   | The Mega Powers (Hulk Hogan et Randy Savage) vs. The Mega Bucks (Ted DiBiase et André the Giant)                   |
| 1989  | Ric Flair vs. Terry Funk | Hulk Hogan vs. Randy Savage                                                                   | Skandor Akbar's Devastation Inc. vs. Eric Embry                                                    | Roddy Piper vs. Rick Rude                                                                                          |
| 1990  | Ric Flair vs. Lex Luger | Hulk Hogan vs. Earthquake                                                                     | The Ultimate Warrior vs. Rick Rude                                                                 | Chris Adams vs. Steve Austin                                                                                       |
| 1991  | The Ultimate Warrior vs. The Undertaker | Hulk Hogan vs. Sgt. Slaughter                                                                 | Sting vs. Cactus Jack et Abdullah the Butcher                                                      | Lex Luger vs. Ron Simmons                                                                                          |
| 1992  | The Moondogs (Spot et Cujo) vs. Jerry Lawler et Jeff Jarrett | Ric Flair vs. Randy Savage                                                                    | Ultimate Warrior vs. Papa Shango                                                                   | Rick Rude vs. Ricky Steamboat                                                                                      |
| 1993  | Bret Hart vs. Jerry Lawler | Rick Rude vs. Dustin Rhodes                                                                   | Cactus Jack vs. Big Van Vader                                                                      | Tony Anthony vs. Tracy Smothers                                                                                    |
| 1994  | Bret Hart vs. Owen Hart | Ric Flair vs. Hulk Hogan                                                                      | Randy Savage vs. Crush                                                                             | Sabu vs. Terry Funk                                                                                                |
| 1995  | Axl Rotten vs. Ian Rotten | Harlem Heat (Stevie Ray et Booker T) vs. The Nasty Boys (Brian Knobbs et Jerry Sags)          | Jeff Jarrett vs. Razor Ramon                                                                       | Ric Flair vs. Randy Savage                                                                                         |
| 1996  | Eric Bischoff vs. Vince McMahon | Ric Flair vs. Randy Savage                                                                    | The Undertaker vs. Mankind                                                                         | Jamie Dundee vs. Wolfie D                                                                                          |
| 1997  | Randy Savage vs. Diamond Dallas Page | Steve Austin vs. Bret Hart                                                                    | Hulk Hogan vs. Roddy Piper                                                                         | Sabu vs. Taz |
| 1998  | Vince McMahon vs. Steve Austin | nWo Wolfpac vs. nWo Hollywood                                                                 | Ric Flair vs. Eric Bischoff                                                                        | The Rock vs. Ken Shamrock                                                                                          |
| 1999  | Vince McMahon vs. Steve Austin | Triple H vs. The Rock                                                                         | Jerry Lynn vs. Rob Van Dam                                                                         | Ric Flair vs. Hulk Hogan                                                                                           |
| 2000  | Triple H vs. Kurt Angle | Triple H vs. The Rock                                                                         | Booker T vs. Jeff Jarrett                                                                          | Edge et Christian vs. The Hardy Boyz (Matt et Jeff Hardy)                                                          |
| 2001  | Shane McMahon vs. Vince McMahon | Booker T vs. The Rock                                                                         | Chris Benoit vs. Kurt Angle                                                                        | Edge vs. Christian                                                                                                 |
| 2002  | Eric Bischoff vs. Stephanie McMahon | Kurt Angle vs. Edge                                                                           | Triple H vs. Stephanie McMahon                                                                     | Trish Stratus vs. Molly Holly                                                                                      |
| 2003  | Brock Lesnar vs. Kurt Angle | Hulk Hogan vs. Vince McMahon                                                                  | Steve Austin vs. Eric Bischoff                                                                     | Jeff Jarrett vs. Raven                                                                                             |
| 2004  | Triple H vs. Chris Benoit | Randy Orton vs. Mick Foley                                                                    | Christian et Trish Stratus vs. Chris Jericho                                                       | Matt Hardy vs. Kane                                                                                                |
| 2005  | Matt Hardy vs. Edge et Lita | A.J. Styles vs. Christopher Daniels                                                           | Rey Mysterio vs. Eddie Guerrero                                                                    | Batista vs. Triple H                                                                                               |
| 2006  | John Cena vs. Edge | D-Generation X (Triple H et Shawn Michaels) vs. The McMahons (Shane McMahon et Vince McMahon) | Sting vs. Jeff Jarrett                                                                             | Trish Stratus vs. Mickie James                                                                                     |
| 2007  | Kurt Angle vs. Samoa Joe | The Undertaker vs. Batista                                                                    | John Cena vs. Shawn Michaels                                                                       | John Cena vs. Randy Orton                                                                                          |
| 2008  | Shawn Michaels vs. Chris Jericho | Kurt Angle vs. A.J. Styles                                                                    | The Undertaker vs. Edge et Vickie Guerrero                                                         | Beer Money, Inc. (Robert Roode & James Storm) vs. The Latin American Xchange (Homicide & Hernandez)                |
| 2009  | Randy Orton vs. Triple H | CM Punk vs. Jeff Hardy                                                                        | The Main Event Mafia vs. TNA Frontline                                                             | Kurt Angle vs. Jeff Jarrett                                                                                        |
| 2010  | WWE vs. The Nexus | Bret Hart vs. Vince McMahon                                                                   | Kurt Angle vs. Mr. Anderson                                                                        | John Cena vs. Batista                                                                                              |
| 2011  | CM Punk vs. John Cena | Randy Orton vs. Christian                                                                     | Kurt Angle vs. Jeff Jarrett                                                                        | Briscoe Brothers vs. All Night Express (Kenny Layne et Rhett Titus)                                                |
| 2012  | Aces & Eights vs. TNA | John Cena vs. The Rock                                                                        | CM Punk vs. Daniel Bryan                                                                           | Adam Pearce vs. Colt Cabana                                                                                        |
| 2013  | The Autority vs. Daniel Bryan | CM Punk vs. Paul Heyman                                                                       | Randy Orton vs. Daniel Bryan                                                                       | John Cena vs. The Rock                                                                                             |
| 2014  | Seth Rollins vs. Dean Ambrose | The Wyatt Family vs. The Shield                                                               | John Cena vs. Brock Lesnar                                                                         | Bully Ray vs. Dixie Carter                                                                                         |
| 2015  | Brock Lesnar vs. The Undertaker | John Cena vs. Kevin Owens                                                                     | John Cena vs. Seth Rollins                                                                         | Hiroshi Tanahashi vs. Kazuchika Okada                                                                              |
| 2016  | Sasha Banks vs. Charlotte | John Cena vs. A.J. Styles                                                                     | Sami Zayn vs. Kevin Owens                                                                          | A.J. Styles vs. Dean Ambrose                                                                                       |
| 2017  | Kazuchika Okada vs. Kenny Omega | Braun Strowman vs. Roman Reigns                                                               | Chris Jericho vs. Kevin Owens                                                                      | Braun Strowman vs. Brock Lesnar                                                                                    |
| 2018  | Johnny Gargano vs Tommaso Ciampa | A.J. Styles vs Samoa Joe                                                                      | The Miz vs Daniel Bryan                                                                            | Brock Lesnar vs Roman Reigns                                                                                       |
| 2019  | Adam Cole vs Johnny Gargano | Kenny Omega vs Jon Moxley                                                                     | Becky Lynch vs Charlotte Flair                                                                     | Becky Lynch vs Ronda Rousey                                                                                        |
| 2020  | Sasha Banks vs Bayley | Randy Orton vs Edge                                                                           | Chris Jericho vs Orange Cassidy                                                                    | MJF vs Cody Rhodes                                                                                                 |
| 2021  | Chris Jericho vs MJF | Sasha Banks vs Bianca Belair                                                                  | Britt Baker vs Thunder Rosa                                                                        | Edge vs Roman Reigns                                                                                               |
| 2022  | MJF vs CM Punk | Blackpool Combat Club vs Jericho Appreciation Society                                         | Roman Reigns vs Brock Lesnar                                                                       | Becky Lynch vs Bianca Belair                                                                                       |
| 2023  | Sami Zayn vs The Bloodline | CM Punk vs All Elite Wrestling                                                                | Cody Rhodes vs Brock Lesnar                                                                        | Becky Lynch vs Trish Stratus                                                                                       |